# 10月21日
10月21日（じゅうがつにじゅういちにち）は、グレゴリオ暦で年始から294日目（閏年では295日目）にあたり、年末まであと71日ある。

## できごと

関ヶ原の戦い(1600)

- 1520年 - フェルディナンド・マゼランがマゼラン海峡を発見。
- 1591年（天正19年9月4日） - 九戸政実らが豊臣政権軍に降伏[1]。奥州仕置の完了。（九戸政実の乱）
- 1600年（慶長5年9月15日） - 関ヶ原の戦い。徳川家康率いる東軍が勝利。
- 1805年 - ナポレオン戦争: トラファルガーの海戦。ナポレオンのフランス軍が、ホレーショ・ネルソン提督のイギリス軍に敗れる。
- 1831年 - フランス・リヨンにて修道士ルイ・ケルブが聖ヴィアトール修道会を創設。
- 1861年 - 南北戦争: ボールズブラフの戦い。
- 1879年 - トーマス・エジソンが日本産の竹の繊維を使ったフィラメントを用いた白熱電球を完成させ、アメリカ・ニュージャージー州で初めて一般に公開する。
- 1882年 - 東京専門学校（現在の早稲田大学）が設立される。
- 1889年 - ヨハン・シュトラウス2世の『皇帝円舞曲』がベルリンで初演。
- 1895年 - 日本軍が台南に入城。台湾民主国が崩壊。
- 1904年 - 日露戦争: ドッガーバンク事件。日本に向けて北海を航行中だったロシア・バルチック艦隊が、イギリスのトロール船を日本の魚雷艇と誤認し砲撃を加える。
- 1907年 - ウズベキスタン東部でマグニチュード7.1の大地震、約14000人が死亡。
- 1932年 - 国際連盟総会へ派遣する全権 松岡洋右に対する訓令が閣議決定された日。
- 1943年 - 太平洋戦争: 明治神宮外苑競技場にて第1回学徒出陣壮行会。
- 1943年 - スバス・チャンドラ・ボースを指導者として自由インド仮政府が発足。
- 1944年 - 第二次世界大戦: 神風特別攻撃隊が初出撃。
- 1945年 - フランスで初めて婦人参政権が承認される。
- 1947年 - 国家公務員法公布。
- 1965年 - 朝永振一郎にノーベル物理学賞が贈られることが決定する。
- 1966年 - 日本労働組合総評議会などがベトナム反戦統一ストを決行し、国際反戦デーに指定する。
- 1967年 - ペンタゴン大行進。
- 1968年 - 新宿騒乱。学生らが国鉄新宿駅を占拠。機動隊と衝突し、騒乱罪で734人が検挙される。
- 1969年 - ソマリアでクーデターが起きモハメド・シアド・バーレ少将が実権を掌握。
- 1970年 - 佐藤栄作首相が日本の首相としては初めて国連総会で演説。
- 1970年 - 女性解放準備会などが日本初のウーマン・リブのデモ。
- 1972年 - 全日本プロレス旗揚げ 前夜祭を開催。
- 1983年 - 国際度量衡総会で、メートルの定義を現行の光速を基準にした定義に変更。
- 1986年 - マーシャル諸島共和国がアメリカ合衆国との自由連合に移行（独立）。アメリカ合衆国との自由連合盟約が発効し、防衛・軍事を除く内政・外交権を得たため。
- 1986年 - アフリカ統一機構（現アフリカ連合）による人及び人民の権利に関するアフリカ憲章が発効する。
- 1990年 - F1日本グランプリにて、鈴木亜久里が日本人初となるF1表彰台を獲得した。
- 1994年 - 北朝鮮核問題: 北朝鮮に軽水炉を提供する事などを条件として、同国が核開発を放棄する事に合意。（米朝枠組み合意）
- 1994年 - 韓国・ソウルの聖水大橋が手抜き工事により崩壊し漢江に落下。32人死亡、17人が重軽傷を負う[2]。
- 1998年 - 任天堂がカラー液晶の携帯型ゲーム機・ゲームボーイカラーを発売。
- 2001年 - 長崎オランダ村が閉園。
- 2010年 - ミャンマーの国旗が変更される[3]。
- 2018年 - 福原愛が自身のブログで現役引退を表明[4]。
- 2018年 - 台湾宜蘭線新馬駅 - 蘇澳新駅間で列車脱線事故[5]。18人が死亡、215名が負傷。
- 2021年 - ワルシャワで開かれた第18回ショパン国際ピアノコンクールで、反田恭平が２位に、小林愛実が4位に入賞した。ショパンコンクールで日本人の優勝はなく、反田は70年に2位に入賞した内田光子以来、51年ぶりに2位入賞を果たした[6]。

## 誕生日

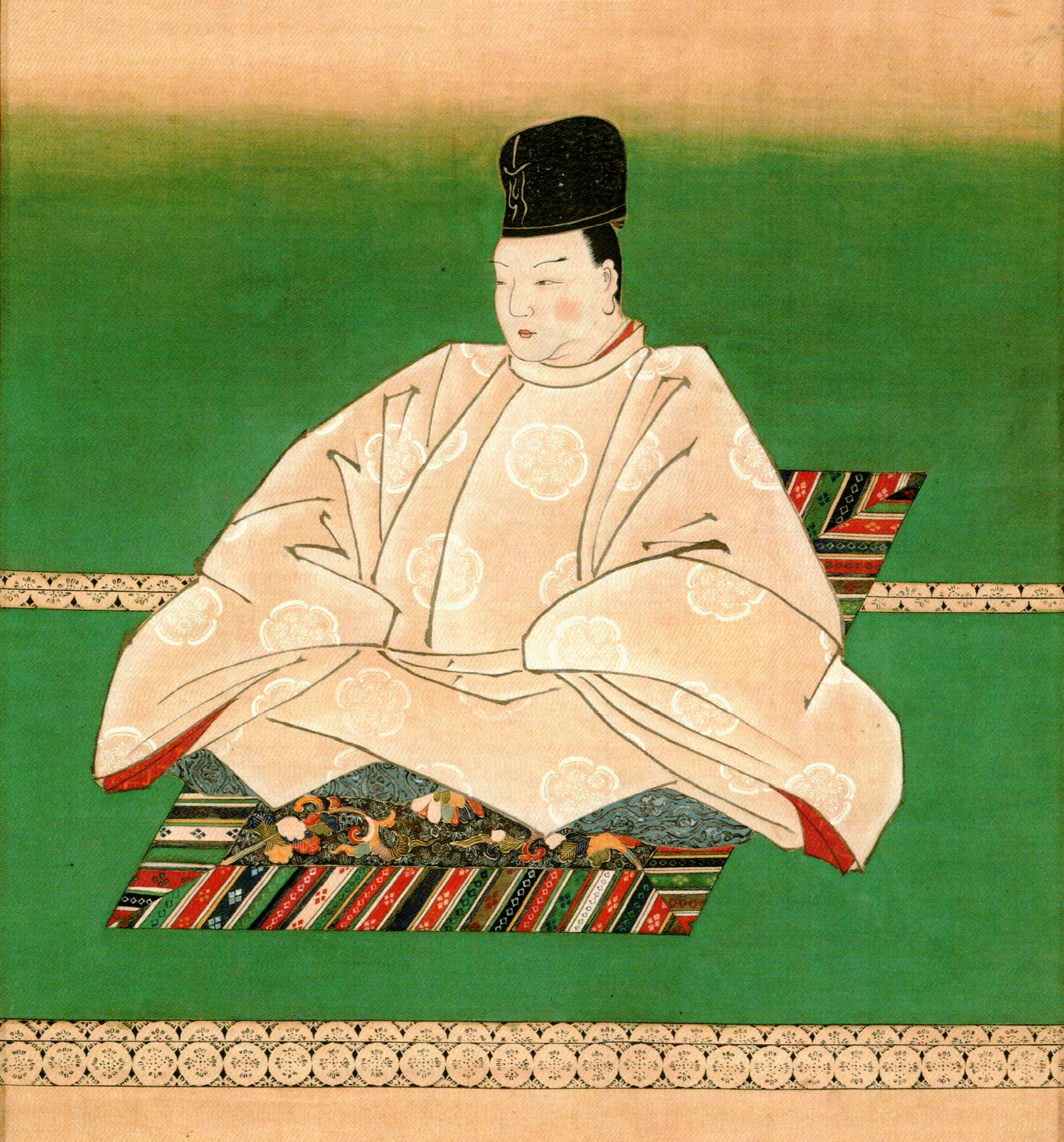
第113代東山天皇(1675-1710)誕生(在位:1687-1709)

- 1328年（天暦元年9月18日） - 朱元璋（洪武帝）、明の太祖（+ 1398年）
- 1449年 - ジョージ・プランタジネット、クラレンス公、ウォリック伯、ソールズベリー伯（+ 1478年）
- 1581年 - ドメニキーノ、画家（+ 1641年）
- 1651年 - ジャン・バール、軍人（+ 1702年）
- 1652年（承応元年9月19日）- 稲葉知通、第6代臼杵藩主（+ 1706年）
- 1660年 - ゲオルク・シュタール、科学者、医師（+ 1734年）
- 1675年（延宝3年9月3日） - 東山天皇、第113代天皇（+ 1710年）
- 1712年 - ジェームズ・デンハム＝スチュアート（英語版）、経済学者（+ 1780年）
- 1777年（寛延3年9月22日）- 細川利致、第5代肥後新田藩主（+ 1781年）
- 1752年（宝暦2年9月15日） - 亀田鵬斎、書家、儒学者（+ 1826年）
- 1757年 - ピエール・オージュロー、軍人（+ 1816年）
- 1762年 - ヘルマン・ウィレム・デーンデルス（英語版）、政治家（+ 1818年）
- 1772年 - サミュエル・テイラー・コールリッジ、詩人（+ 1834年）
- 1777年（安永6年9月21日）- 黒田斉隆、第9代福岡藩主（+ 1795年）
- 1783年（天明3年9月26日）- 松平斉厚、第3代館林藩主・初代浜田藩主（+ 1839年）
- 1790年 - アルフォンス・ド・ラマルティーヌ、詩人、政治家（+ 1869年）
- 1795年（寛政7年9月9日）- 土屋寛直、第8代土浦藩主（+ 1810年）
- 1809年（文化7年9月13日）- 松平宗秀、第6代宮津藩主（+ 1873年）
- 1833年 - アルフレッド・ノーベル、化学者（+ 1896年）
- 1847年 - ジュゼッペ・ジャコーザ、詩人、劇作家（+ 1906年）
- 1877年 - オズワルド・アベリー、医師（+ 1955年）
- 1884年 - 森矗昶、実業家、昭和電工創業者、衆議院議員（+ 1941年）
- 1886年 - ユージン・バートン・イーリー、パイロット（+ 1911年）
- 1892年 - リディア・ロポコワ、バレエダンサー（+ 1981年）
- 1893年 - 木原均、遺伝学者（+ 1986年）
- 1894年 - 江戸川乱歩、推理作家（+ 1965年）
- 1895年 - エドナ・パーヴァイアンス、女優（+ 1958年）
- 1895年 - 箕作秋吉、作曲家、化学者（+ 1971年）
- 1902年 - 岡義武、政治学者（+ 1990年）
- 1904年 - パトリック・カヴァナー（英語版）、詩人（+ 1967年）
- 1908年 - アレクサンダー・シュナイダー、ヴァイオリニスト、指揮者（+ 1993年）
- 1911年 - メアリー・ブレア、芸術家（+ 1978年）
- 1912年 - ゲオルク・ショルティ、指揮者、ピアニスト（+ 1997年）
- 1912年 - 道上伯、柔道家 （+ 2002年）
- 1912年 - ヤコフ・フリエール、ピアニスト、音楽教師（+ 1977年）
- 1914年 - マーティン・ガードナー、数学者、アマチュアマジシャン（+ 2010年）
- 1916年 - 佐藤武夫、元プロ野球選手（+ 1962年）
- 1917年 - ディジー・ガレスピー、ジャズトランペット奏者（+ 1993年）
- 1919年 - 新村源雄、政治家（+ 1995年）
- 1921年 - マルコム・アーノルド、作曲家（+ 2006年）
- 1922年 - リリアンヌ・ベタンクール、実業家（+ 2017年）
- 1925年 - セリア・クルース（Celia Cruz）、歌手（+ 2003年）
- 1928年 - ホワイティ・フォード、元プロ野球選手（+ 2020年）
- 1929年 - アーシュラ・K・ル＝グィン、ファンタジー・SF作家（+ 2018年）
- 1930年 - イワン・シラーエフ、政治家（+ 2023年）
- 1930年 - 黒沢良、声優、ナレーター、歌手（+ 2011年）
- 1930年 - 国田栄弥、俳優（+ 2006年）
- 1933年 - 春日三球、漫才師（春日三球・照代（+ 2023年）
- 1936年 - 白川由美、女優（+ 2016年）
- 1937年 - 五島道信、元プロ野球選手
- 1939年 - 五月みどり、歌手
- 1939年 - 岸上大作、 歌人（+ 1960年）
- 1940年 - 笹森清、労働運動家、第4代連合会長（+ 2011年）
- 1941年 - スティーヴ・クロッパー、ギタリスト
- 1942年 - エルヴィン・ビショップ、ミュージシャン
- 1943年 - 藤岡信勝、教育学者
- 1946年 - 白石治和[7]、政治家
- 1947年 - 曽田博久、脚本家
- 1947年 - 蛭子能収、漫画家
- 1948年 - 橋爪大三郎、社会学者
- 1948年 - 長島吉邦、元プロ野球選手
- 1949年 - スキップ・ジェームス、元プロ野球選手
- 1949年 - 大場政夫、プロボクサー（+ 1973年）
- 1949年 - 有田哲三、元プロ野球選手
- 1949年 - ベンヤミン・ネタニヤフ、軍人、政治家、イスラエル9代首相
- 1950年 - 古川益三、漫画家、実業家、まんだらけ代表
- 1950年 - ロナルド・マクネイア、宇宙飛行士（+ 1986年）
- 1953年 - ホアン・アイケルバーガー、元プロ野球選手
- 1953年 - ペーター・マンデルソン、政治家
- 1954年 - 角替和枝、女優（+ 2018年）
- 1955年 - 浜田靖一、政治家、衆議院議員
- 1956年 - キャリー・フィッシャー、女優（+ 2016年）
- 1956年 - 永島敏行、俳優
- 1956年 - スティーヴ・ルカサー、ミュージシャン
- 1957年 - ヴォルフガング・ケターレ、物理学者、ノーベル物理学賞受賞者
- 1958年 - 岡田京子、女優（+ 1986年）
- 1958年 - 村上幸子、演歌歌手（+ 1990年）
- 1959年 - 渡辺謙、俳優
- 1959年 - 大西克昌、射撃選手
- 1959年 - ジョージ・ベル、元プロ野球選手
- 1960年 - 千住明、作曲家
- 1960年 - 久保恭久、元野球選手
- 1961年 - 唐沢なをき、漫画家
- 1962年 - 伊藤美紀、声優
- 1962年 - デイヴィッド・キャンピージ、ラグビー選手
- 1962年 - リチャード・ウィッグス、元プロ野球選手
- 1963年 - 伊藤隆偉、元プロ野球選手
- 1965年 - 今井寿、ミュージシャン（BUCK-TICK）
- 1965年 - さかもと未明、漫画家、作家
- 1965年 - 米長晴信、政治家
- 1965年 - ヨン・アンドニ・ゴイコエチェア、サッカー選手
- 1965年 - 厚谷司、政治家
- 1966年 - 高野秀行、ノンフィクション作家、翻訳家
- 1966年 - 原朋直、ジャズトランペット奏者
- 1966年 - 平野裕加里、フリーアナウンサー、ローカルタレント
- 1967年 - 河本育之、元プロ野球選手
- 1967年 - アルシンド、元サッカー選手
- 1967年 - ポール・インス、元サッカー選手
- 1968年 - メローラ・ウォルターズ、女優
- 1969年 - 辻本弘樹、元プロ野球選手
- 1969年 - 龍炎狼牙、漫画家
- 1970年 - ルイス・クー、俳優
- 1971年 - 西島千博、バレエダンサー、俳優
- 1971年 - 遠藤憲昭、アパレルブランドプロデューサー
- 1971年 - ポール・テルファー、サッカー選手
- 1972年 - 奥江晴紀、書道家
- 1972年 - 米倉利紀、ミュージシャン
- 1972年 - 森田成一、声優
- 1972年 - 山﨑健、元プロ野球選手
- 1972年 - サフロン・バロウズ、女優
- 1973年 - ブライアン・コーリー、元プロ野球選手
- 1973年 - レーラ・アウエルバッハ、作曲家
- 1974年 - 岡本真也、元プロ野球選手
- 1974年 - 田中敏昭、元プロ野球選手
- 1974年 - 夜麻みゆき、漫画家
- 1974年 - 石川昭人、放送作家
- 1975年 - トビー・ホール、元プロ野球選手
- 1975年 - エンリケ・イラーリオ、サッカー選手
- 1976年 - 髙山樹里、ソフトボール選手
- 1976年 - 松田洋昌、お笑い芸人（ハイキングウォーキング）
- 1977年 - TSURU、ミュージシャン（STANCE PUNKS）
- 1977年 - 福田健二、元サッカー選手
- 1978年 - 乙一、小説家
- 1978年 - 大江麻理子、キャスター、元アナウンサー
- 1979年 - カリル・グリーン、プロ野球選手
- 1979年 - 高野志穂、女優
- 1980年 - 稲嶺誉、元プロ野球選手
- 1980年 - 六車勇輝、元俳優
- 1980年 - キム・カーダシアン、女優
- 1980年 - 光川愛、ミュージカル俳優
- 1981年 - ネマニャ・ヴィディッチ、元サッカー選手
- 1982年 - リー・チョンウェイ、元バドミントン選手
- 1982年 - マット・ダラス、俳優
- 1982年 - 井上香織、元バレーボール選手
- 1982年 - 根市寛貴、元プロ野球選手
- 1982年 - ジム・ヘンダーソン、元プロ野球選手
- 1983年 - ザック・グレインキー、プロ野球選手
- 1983年 - アンディ・マルテ、プロ野球選手（+ 2017年）
- 1983年 - ケイシー・フィーン、プロ野球選手
- 1983年 - フランシスコ・カラバイヨ、元プロ野球選手
- 1984年 - 道端ジェシカ、ファッションモデル
- 1984年 - キーラン・リチャードソン、サッカー選手
- 1984年 - ケニー・クーパー、元サッカー選手
- 1984年 - 山下拓郎、元陸上競技選手、指導者
- 1985年 - 小口幸太、元ゲイビデオ男優、元プロボクサー
- 1985年 - サヘル・ローズ、タレント、モデル
- 1985年 - 新垣勇人、元プロ野球選手
- 1985年 - 荻野貴司、プロ野球選手
- 1986年 - アキノ、歌手（The Do-Nuts）
- 1986年 - 夏陽りんこ、声優
- 1986年 - 瀬川隼郎、元プロ野球選手
- 1986年 - 李振昌、プロ野球選手
- 1987年 - 中間淳太、アイドル、タレント（WEST.）
- 1987年 - ショーン・オチンコ、元プロ野球選手
- 1987年 - ジャスティン・デフレイタス、プロ野球選手
- 1988年 - 高橋由真、ファッションモデル
- 1989年 - 岩嵜翔、プロ野球選手
- 1989年 - May'n、歌手
- 1989年 - ダニー・バーンズ、プロ野球選手
- 1989年 - 瀧内公美、女優
- 1990年 - 手塚裕紀、モデル
- 1990年 - リッキー・ルビオ、バスケットボール選手
- 1991年 - 藤本泉、女優
- 1991年 - KAREN、ミュージシャン（LUV K RAFT）
- 1991年 - 竹内彩華、フリーアナウンサー
- 1992年 - 岩本輝、元プロ野球選手
- 1992年 - バーナード・トミック、プロテニス選手
- 1993年 - 桜井俊貴、元プロ野球選手
- 1995年 - LENA、アイドル、ミュージシャン（CHERRSEE）
- 1995年 - アントワネット・ギディア、競泳選手
- 1995年 - ドージャ・キャット、歌手
- 1995年 - 黒木ほの香、声優
- 1997年 - 石田桃香、元女優
- 1997年 - マイキ、作詞家、作曲家、編曲家、ドラマー、ボカロP、YouTuber
- 1997年 - 武隈光希、アナウンサー
- 1997年 - K、アイドル（&TEAM）
- 1998年 - 大島涼花、女優、元アイドル（元AKB48）
- 1998年 - 田村保乃、アイドル（櫻坂46）
- 2000年 - 伊藤美誠、卓球選手
- 2000年 - ソン・ジュンヒョン、アイドル (GHOST9)
- 2001年 - チャ・ジュンファン、フィギュアスケート選手
- 2002年 - 北園丈琉、体操競技選手
- 2002年 - 二俣翔一、プロ野球選手
- 2003年 - 柚来しいな、女優、グラビアアイドル
- 2004年 - パン野実々美、歌手
- 生年非公表 - わたなべヨシコ、ラジオパーソナリティ、イベントMC
- 生年不詳 - ryo、音楽家（supercell）
- 生年不詳 - 幸樹、ミュージシャン（ダウト）
- 生年不詳 - 小鳩ミク、歌手、ギタリスト（BAND-MAID）
- 生年不詳 - ユイ・ガ・ドクソン、アイドル（GANG PARADE）
- 生年不詳 - 梶田夕貴、声優
- 生年不詳 - 櫻井浩美、声優
- 生年不詳 - 佐藤広太、声優
- 生年不詳 - 寒川ほのか、声優
- 生年不詳 - 伊達忠智、声優

## 忌日
- 707年（慶雲4年9月21日） - 書根麻呂、左衛士府督
- 762年（天平宝字6年9月30日） - 石川年足、公卿、歌人（* 688年）
- 1422年 - シャルル6世、フランス王（* 1368年）
- 1500年（明応9年9月28日） - 後土御門天皇、第103代天皇（* 1442年）
- 1556年 - ピエトロ・アレティーノ、作家、詩人（* 1492年）
- 1558年 - ジュール・セザール・スカリジェ、文法学者、哲学者、医師（* 1484年）
- 1571年（元亀2年10月3日） - 北条氏康、戦国時代の大名（* 1515年）
- 1579年（天正7年10月2日） - 種子島時尭、戦国武将（* 1528年）
- 1582年 - ローラン・ジュベール（英語版）、医師（* 1529年）
- 1586年（天正14年9月5日） - 滝川一益、戦国武将（* 1525年）
- 1600年（慶長5年9月15日） - 大谷吉継、戦国時代の大名（* 1559年?）
- 1600年（慶長5年9月15日） - 島津豊久、戦国武将（* 1570年）
- 1600年（慶長5年9月15日） - 肝付兼護、戦国武将（* 1561年）
- 1600年（慶長5年9月15日） - 戸田勝成、戦国武将（* 1557年）
- 1600年（慶長5年9月15日） - 平塚為広、戦国武将（* 生年不詳）
- 1662年 - ヘンリー・ローズ、作曲家（* 1595年）
- 1765年 - ジョバンニ・パオロ・パンニーニ、画家、建築家（* 1691年）
- 1775年 - ペイトン・ランドルフ、大陸会議議長（* 1721年）
- 1775年 - フランソワ＝ユベール・ドルーエ、画家（* 1727年）
- 1805年 - ホレーショ・ネルソン、英海軍提督（* 1758年）
- 1808年（ 文化5年9月2日） - 加藤千蔭、国学者、歌人、書家（* 1735年）
- 1834年 - エドワード・スミス＝スタンリー（第12代ダービー伯爵）、政治家（* 1752年）
- 1856年 - ヘンドリック・トーレンス（オランダ語版）、詩人、劇作家（* 1780年）
- 1862年 - ベンジャミン・コリンズ・ブロディ（英語版）、生理学者、外科医（* 1783年）
- 1872年 - ジャック・バビネ、物理学者（* 1794年）
- 1873年 - ヨハン・セバスティアン・ウェルハーフェン（英語版）、詩人（* 1807年）
- 1881年 - エドゥアルト・ハイネ、数学者（* 1821年）
- 1886年 - ホセ・エルナンデス、詩人（* 1834年）
- 1903年 - 陣幕久五郎、大相撲第12代横綱（* 1829年）
- 1916年 - ラファエル・コラン、画家（* 1850年）
- 1931年 - アルトゥル・シュニッツラー、小説家（* 1862年）
- 1945年 - 深井英五、銀行家、経済学者（* 1871年）
- 1945年 - ヘンリー・アーメッタ（英語版）、俳優（* 1888年）
- 1952年 - 池田豊、元プロ野球審判員（* 1893年）
- 1955年 - 鵜澤總明、弁護士、政治家、元大東文化学院総長、元明治大学総長（* 1872年）
- 1961年 - カール・コルシュ、マルクス主義理論家（* 1886年）
- 1967年 - アイナー・ヘルツシュプルング、天文学者（* 1873年）
- 1969年 - ヴァツワフ・シェルピニスキ、数学者（* 1882年）
- 1969年 - ジャック・ケルアック、小説家、詩人（* 1922年）
- 1970年 - 浅田長平、元神戸製鋼所社長（* 1887年）
- 1971年 - 志賀直哉、小説家（* 1883年）
- 1971年 - 砂川捨丸、漫才師（* 1890年）
- 1973年 - 我妻栄、法学者（* 1897年）
- 1973年 - 小田基義、映画監督（* 1909年）
- 1974年 - 丸山薫、小説家（* 1894年）
- 1974年 - レンジェル・メニヘールト、劇作家、脚本家（* 1880年）
- 1975年 - チャールズ・レイドパス、陸上競技選手（* 1889年）
- 1976年 - 山口益、僧侶、仏教学者、元大谷大学学長、元真宗大谷派真宗教学研究所長（* 1895年）
- 1977年 - 岡本敏明、音楽家（* 1907年）
- 1978年 - アナスタス・ミコヤン、ソビエト連邦の最高会議幹部会議長（* 1895年）
- 1978年 - トイヴォ・ヒュティアイネン（英語版）、陸上競技（やり投げ）選手（* 1925年）
- 1979年 - ベアトリス・ヒックス（英語版）、工学者（* 1919年）
- 1980年 - 嵐寛寿郎、映画俳優（* 1903年）
- 1980年 - ハンス・アスペルガー、医学者（* 1906年）
- 1981年 - 北垣信行、ロシア文学者（* 1918年）
- 1981年 - 山田 宏臣、走幅跳選手（* 1942年）
- 1983年 - 吉川秀信、実業家、タカラスタンダード創業者（* 1899年）
- 1984年 - フランソワ・トリュフォー、映画監督（* 1932年）
- 1985年 - 増位山大志郎、大相撲力士（* 1919年）
- 1986年 - アウグスタ・ホルツ、スーパーセンテナリアン（* 1871年）
- 1988年 - 宮地伝三郎、動物生態学者、京都大学名誉教授（* 1901年）
- 1990年 - P・R・サーカー、スピリチュアル思想家（* 1921年）
- 1991年 - 田上穣治、法学者（* 1907年）
- 1991年 - 森一郎、英語教師、俳人（* 1923年）
- 1992年 - 見坊豪紀、日本語学者、辞書編纂者（* 1914年）
- 1992年 - ジム・ギャリソン、検察官（* 1921年）
- 1994年 - 生田耕作、フランス文学者、評論家、京都大学名誉教授（* 1924年）
- 1996年 - 金子正則、判事、政治家、元香川県知事（* 1907年）
- 1998年 - 宮脇檀、建築家、エッセイスト（* 1936年）
- 1999年 - 西野辰吉、作家（* 1916年）
- 1999年 - ジョン・ブロムウィッチ、テニス選手（* 1918年）
- 2002年 - ジェシー・グリーンスタイン、天文学者（* 1909年）
- 2002年 - 矢数道明、医師、医史学者（* 1905年）
- 2002年 - 笹沢左保、小説家（* 1930年）
- 2003年 - エリオット・スミス、シンガーソングライター（* 1969年）
- 2004年 - 川崎洋、詩人（* 1930年）
- 2006年 - パウル・ビーヘル、児童文学作家（* 1925年）
- 2009年 - 南田洋子、女優、タレント（* 1933年）
- 2010年 - 逸見晴恵、随筆家（* 1949年）
- 2012年 - ジミー・ツトム・ミリキタニ、画家（* 1920年）
- 2016年 - 小坂憲次、政治家（* 1946年）
- 2018年 - 西澤潤一、工学者（* 1926年）
- 2020年 - 黛執[8][9]、俳人（* 1930年）
- 2021年 - 杉本沙織、声優（* 1964年）
- 2021年 - 鹿野道彦[10]、政治家、元衆議院議員（* 1942年）
- 2022年 - 工藤壮人[11]、サッカー選手（* 1990年）
- 2023年 - ボビー・チャールトン、サッカー選手（* 1937年）
- 2024年 - 勝俣恒久、実業家（* 1940年）

## 記念日・年中行事
- 魚吹八幡神社『ちょうちん祭り』（ 日本）
毎年10月21日から22日にかけて、兵庫県姫路市の魚吹八幡神社で「ちょうちん祭り」と呼ばる秋の例祭が行われる。播州最大級の氏子数を誇るお祭りで神輿３基の渡御・還御、金幣、屋台１８台、檀尻４台の練り出し、獅子檀尻１台の獅子舞披露、門前でのちょうちん練り等が行われる[12]。
- あかりの日（ 日本）
1879年10月21日にトーマス・エジソンが京都産の竹の繊維を炭化させたフィラメントを用いて白熱電球を完成させたことにちなんで、日本電気協会・日本電球工業会など4団体が1981年に制定。あかりのありがたみを認識する日。
- 早稲田大学創立記念日（ 日本）
1882年10月21日に大隈重信が早稲田大学の前身である東京専門学校を創立。
- センチュリー21の日
全世界に展開する不動産流通の大手。1021（セン21）から同日を制定。
- 国際反戦デー
1966年のこの日、日本労働組合総評議会（総評）が「ベトナム反戦統一スト」を実施し、それと同時に全世界の反戦運動団体にもベトナム戦争反対を呼びかけたことに由来する。偶然だが最初の学徒出陣壮行会が1943年に開催された日でもある。
- バック・トゥ・ザ・リサイクルの日
日本環境設計株式会社が制定。映画バック・トゥ・ザ・フューチャーで、ごみを燃料にした自動車型タイムマシーンデロリアンが到着する未来が、2015年10月21日であることから、「ごみがごみでなくエネルギーに変わる日」として記念日にした[13]。